# Michel Biyoghé
Michel Biyoghé (ur. 9 grudnia 1970) – gaboński piłkarz grający na pozycji obrońcy. W swojej karierze rozegrał 20 meczów w reprezentacji Gabonu.

## Kariera klubowa
Swoją karierę piłkarską Biyoghé rozpoczął w klubie Petrosport FC, w którym zadebiutował w 1994 roku. W 1995 roku przeszedł do US Bitam, w którym grał do 2006 roku. Wraz z US Bitam wywalczył mistrzostwo Gabonu w 2003 roku oraz zdobył trzy Puchary Gabonu w latach 1999, 2003 i 2006. W latach 2006–2008 grał w klubie Delta Téléstar.

## Kariera reprezentacyjna
W reprezentacji Gabonu Biyoghé zadebiutował 7 listopada 1993 w przegranym 1:2 towarzyskim meczu z Maltą, rozegranym w Tunisie. W 1994 roku został powołany do kadry na Puchar Narodów Afryki 1994. Nie rozegrał na nim żadnego spotkania. Od 1993 do 2003 rozegrał w kadrze narodowej 20 meczów.